# 阿部静枝

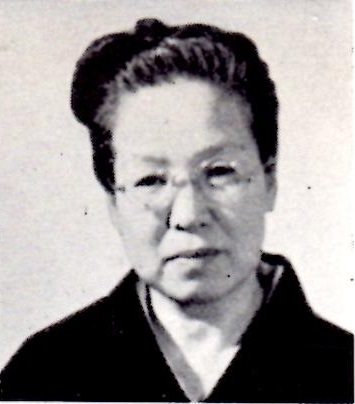
阿部静枝

阿部 静枝（あべ しずえ、1899年2月28日 - 1974年8月31日）は、日本の歌人、社会評論家。

## 人物
宮城県出身。旧姓は二木。本名は志つえ。東京女子高等師範学校（現・お茶の水女子大学）卒。在学中、尾上柴舟に師事し、1921年歌誌『水甕』入社。1922年『ポトナム』創刊に参加。仙台の高等女学校教諭ののち上京、弁護士で後に社会民衆党代議士となる阿部温知と結婚する。
1927年、赤松常子、赤松明子らとともに社会民衆婦人同盟を結成、婦人参政権運動に参加する。1938年に夫と死別。
戦後は女人短歌会創立に加わったほか、民社党の豊島区議会議員を3期務めた。随筆・評論家としても活動。弟子に内野光子がいる。

## 著書
- 『秋草』ポトナム叢書　1926
- 『亭主教育・女の問題』大隣社 1939
- 『寡婦哀楽』時代社 1941
- 『女性教養』日本短歌社 1941
- 『結婚の幸福』宮越太陽堂 1942
- 『若き女性の倫理』万里閣 1942
- 『愛の新書』婦女界社 1943
- 『女の残置灯』昭和刊行会 1943
- 『苦しめど克ちてゆかん』万里閣 1943
- 『愛される女性』新紀元社 1947
- 『愛と孤独 随筆』太平社 1947
- 『霜の道 歌集』女人短歌会 1950 女人短歌叢書
- 『愛と友情』社会教育協会 青年シリーズ 1953
- 『結婚をかちとるために』高風館 1956
- 『冬季 阿部静枝歌集』山光書房 1956
- 『ズバリ答える人生相談 身近な法律と職業ガイド』海南書房 1965
- 『地中 歌集』短歌研究社 1968
- 『阿部静枝歌集』短歌研究社 短歌研究文庫  1974

## 参考
- デジタル版 日本人名大辞典+Plus『阿部静枝』 - コトバンク
- 『日本近代文学大事典』講談社、1984